# 大館町 (盛岡市)
大館町（おおだてちょう）は、岩手県盛岡市の地名。丁番は持たない単独町名である。住居表示実施済み区域。郵便番号は020-0147。

## 地理
岩手県盛岡市南西部に位置する。
域内は住宅地や商店、田畑が混在しており、西部には諸葛川が流れる。

## 概要
町名の由来は、住居表示実施前の字名（下厨川字大館）から。稲荷町遺跡（所在地は、旧字名では下厨川字淡島・中道と大館の一部）の発掘調査により、12世紀後半頃の居館跡の可能性が高い遺跡が発見され、他に該当する居館跡が確認されていないことから、字名の大館はこの居館を指している可能性があるとされる。
1889年（明治22年）4月1日、町村制施行により南岩手郡厨川村が発足し、その一部となった。1913年（大正2年）6月10日、編入合併により盛岡市の一部となり、1969年（昭和44年）に住居表示が実施され、盛岡市下厨川の一部から、大館町が成立した。

## 世帯数と人口
2025年（令和7年）5月31日現在の世帯数と人口は以下の通りである。
| 大字・丁目 | 世帯数  | 人口   |
| ---------- | ------- | ------ |
| 大館町     | 985世帯 | 2013人 |

## 交通

### 鉄道
田沢湖線の線路が通過するが、域内に鉄道駅は存在しない（前潟駅が最寄り駅となる）。

## 河川
- 諸葛川
- 小諸葛川

## 施設
- 大館児童公園

### 書籍
- 「角川日本地名大辞典」編纂委員会 編『角川日本地名大辞典 3 岩手県』角川書店、1985年。ISBN 4-04-001030-2。
- 平凡社『日本歴史地名大系 03 岩手県の地名』角川書店、1990年7月13日。ISBN 4-58-249003-4。